# Marek Maldis
Marek Maldis (ur. 26 maja 1949, zm. 13 lutego 2021) – polski dziennikarz, reżyser filmów dokumentalnych.

## Życiorys

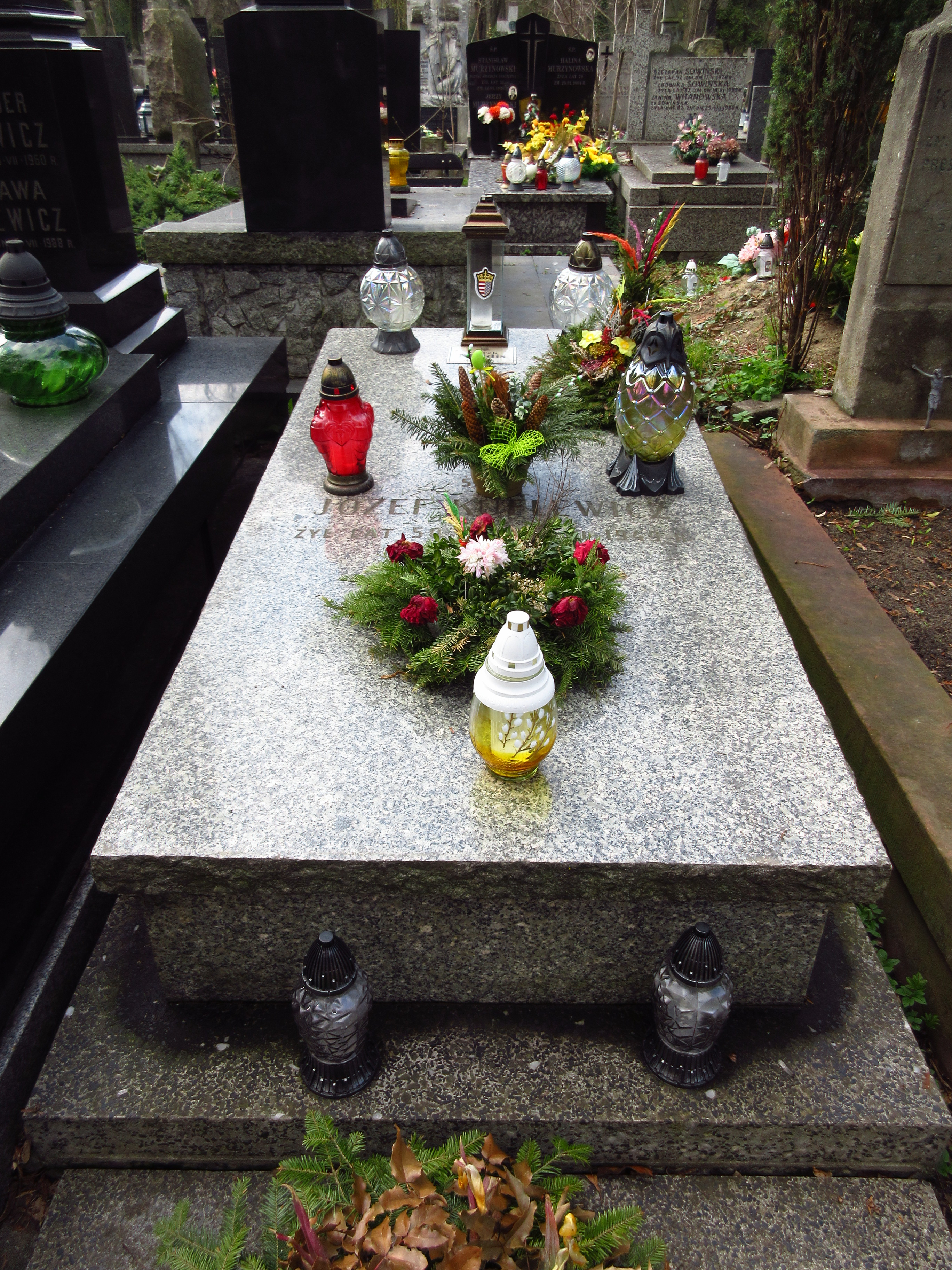
Grób Marka Maldisa na cmentarzu Bródnowskim

Ukończył XLI Liceum Ogólnokształcące im. Joachima Lelewela w Warszawie, Wydział Historii Uniwersytetu Warszawskiego, a następnie studiował na Wydziale Dziennikarstwa Uniwersytetu Warszawskiego. Marek Maldis był reżyserem filmów dokumentalnych i programów telewizyjnych m.in. „Darz Bór”, „Prezydenci Warszawy” czy „Wydarzenia tygodnia”. Prowadził zajęcia ze studentami Wydziału Dziennikarstwa UW oraz był związany z Akademią Telewizyjną. Stworzył pierwszą Warszawską Edukacyjną Ścieżkę Biegową na Kępie Potockiej, był laureatem wielu nagród i wyróżnień w tym „Złotego Ekranu” za program Dawniej niż wczoraj, został uhonorowany odznaczeniem „Zasłużony dla Warszawy”. W 2006 otrzymał Dyplom Honorowy na Festiwalu Mediów „Człowiek w zagrożeniu” w Łodzi oraz Dyplom Specjalny za „wysokie walory poznawcze, edukacyjne i wychowawcze zawarte w obrazie tragicznych wydarzeń 1956 roku w Polsce i na Węgrzech” na Ogólnopolskim Niezależnym Przeglądzie Form Dokumentalnych "Nurt" w Kielcach za dokumentalny film historyczny 13 lat 13 minut. Pochowany na cmentarzu Bródnowskim (kwatera 13B-1-3).